# تونیکا (میسیسیپی)
تونیکا (به انگلیسی: Tunica) شهرکی در ایالت میسیسیپی کشور ایالات متحده آمریکا است که جمعیت آن در سرشماری سال ۲۰۱۰ میلادی، ۱٬۰۳۰
نفر بوده‌است.